# Мачи, Пауль
Пауль Мачи (нем. Paul Matschie; 1861—1926) — немецкий зоолог. В период с 1890 по 1926 годы он руководил отделением млекопитающих в Зоологическом музее Берлина.
В честь него названы кенгуру Матчи (Dendrolagus matschiei) и восточный галаго (Galago matschiei).
В 1903 году он работал на кёльнского производителя шоколада Людвига Штолльверка, сочиняя тексты для коллекционных картинок. Он был автором альбома для наклеивания вырезок № 6 «Фауна Штолльверка». Среди других авторов были поэтесса Анна Нун-Риттер, поэт «Т. Реза» (Греэ Тереза), Ганс Эшельбах, журналист Юлиус Роденбург, писатель Йозеф фон Лауфф, поэт Карл Герман Буссе и писатель Густав Фальке.
Мачи описал в 1901 году новые виды макак: Macaca hecki и Macaca brunnescens, а в 1912 году обитающие в Папуа — Новой Гвинее подвиды кенгуру Гудфеллоу (Dendrolagus goodfellowi buergersi), седого древесного кенгуру (Dendrolagus inustus finschi) и кенгуру Дориа (Dendrolagus dorianus notatus).